# Tombeau du roi Kongmin
Construit du vivant du souverain à partir de 1365, le tombeau du roi Kongmin qui régna de 1352 à 1374 est situé à 14 km de la ville de Kaesong, juste au nord de la zone démilitarisée. Kongmin était un mécène, peintre et dessinateur.
Des statues monumentales de fonctionnaires civils et militaires conduisent jusqu'au tombeau, représentatif du style du royaume de Koryŏ. Un petit musée conserve des objets du XIVe siècle, notamment des céladons ainsi que de porcelaines de la dynastie des Yi (1392-1910). Ce monument est classé parmi les trésors nationaux de Corée du Nord (n° 123).